# Amauris defasciata
Amauris defasciata är en fjärilsart som beskrevs av Johannes Karl Max Röber 1937. Amauris defasciata ingår i släktet Amauris och familjen praktfjärilar. Inga underarter finns listade i Catalogue of Life.